# Jean-Marie Pesez
Jean-Marie Pesez (1929-1998) foi historiador e arqueólogo francês, diretor de estudos na EHESS, diretor adjunto do Centre d'Historie et d' Archéologie Médiévale de Lyon e do Museu das Artes e Tradição Populares, a equipe de "Antropologia da aldeia medieval". Dirigiu várias escavações em sítios de aldeias e castelos medievais na Borgonha, Grécia e Sicília, bem como a publicação dessas pesquisas.